# Léonide Moguy

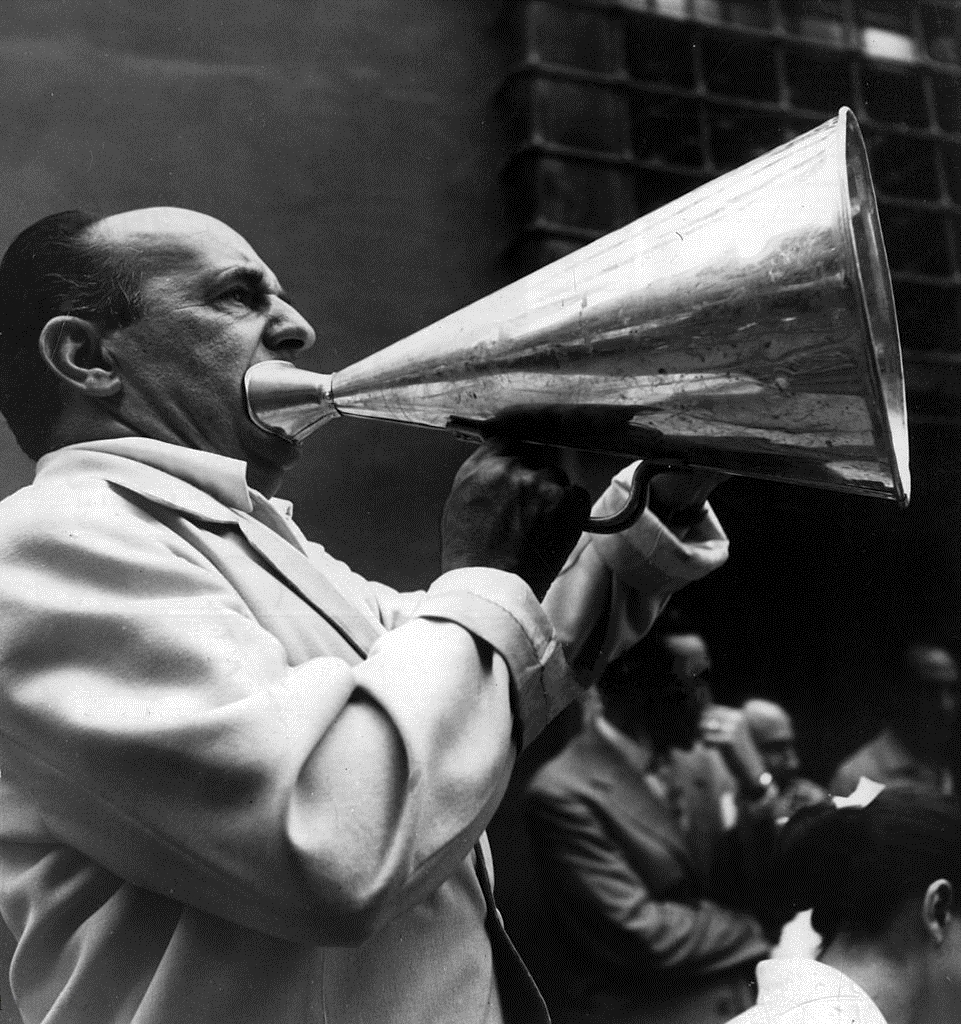
Moguy en el rodatge de Domani è un altro giorno el 1950

Léonide Moguy (14 de juliol de 1899 – 21 d'abril 1976) va ser un director de cinema, guionista i editor de cinema francès d'origen rus.
Moguy va néixer Leonid Mogilevsky (rus: Леонид Могилевский) a Sant Petersburg el 1899. Va viure a Rússia fins al 1928, als Estats Units als anys quaranta i a Itàlia des de 1949 fins a la seva mort. Va estar actiu en cinema entre 1936 i 1961. El seu treball ha influït en el director americà Quentin Tarantino, que el va descobrir mentre escrivia el guió de Maleïts malparits, i va nomenar un personatge per ell a Django desencadenat.

## Carrera
Va néixer a Sant Petersburg i va treballar en pel·lícules tècniques per al govern soviètic. El 1928 va organitzar el Laboratori de Cinema Científic i Experimental en el qual van participar molts directors soviètics.
El 1928 es va traslladar a França i es va desenvolupar una reputació de "metge de teatre" de pel·lícules. Va començar a dirigir i va tenir èxit amb Le mioche.
Moguy va marxar a Hollywood el 1940. Va fer la pel·lícula The Night is Ending (1943) per la 20th Century Fox. Treballava per la Fox fent Paris After Dark quan va anar a la RKO a ver Action in Arabia.
Fou obligat a continuar Arabia amb Experiment Perilous amb Paul Henreid per la RKO però la pel·lícula no es va fer. En comptes va fer Whistle Stop per United Artists.
"No vaig fer les pel·lícules que voldria haver fet", va dir sobre aquesta època.
Moguy va tornar a França on va fer Bethsabee (1947). El 1947 va anunciar que dirigiria la primera coproducció belga-hollywoodiana, New York's Origin, una història dels refugiats belgues que van establir Nova York. The film was not made.
En comptes va fer Domani è troppo tardi (1950) que presentava Pier Angeli. Tornaren a treballar plegats a Domani è un altro giorno (1951). Després faria Cento piccole mamme (1952), Les enfants de l'amour (1953), Le Long des trottoirs (1956), Donnez-moi ma chance (1957) i Les hommes veulent vivre (1961).

## Vida personal
Un dels primers companys de Moguy va ser el dissenyador de moda Jacques Fath, un actor que va aparèixer en una primera pel·lícula de Moguy.

## Filmografia

### Director
- 1930: Au Village[12]
- 1936: Le Mioche
- 1938: Prison sans barreaux
- 1938: Conflit
- 1939: Le Déserteur
- 1940: L'Empreinte du dieu
- 1943: Paris After Dark
- 1944: Action in Arabia
- 1946: Whistle Stop
- 1947: Bethsabée
- 1950: Domani è troppo tardi'
- 1951: Domani è un altro giorno
- 1953: Les Enfants de l'amour
- 1956: Le Long des trottoirs
- 1957: Donnez-moi ma chance
- 1961: Les hommes veulent vivre

### Assistent realitzador
- 1935: Baccara d'Yves Mirande

### Guionista
- 1938: Prison sans barreaux de Léonide Moguy

### Editor
- 1932: La Merveilleuse Journée de Robert Wyler i Yves Mirande
- 1933: Charlemagne de Pierre Colombier
- 1933: Théodore et Cie de Pierre Colombier
- 1934: Le Scandale de Marcel L'Herbier
- 1934: Le Comte Obligado de Léon Mathot
- 1935: Le Bébé de l'escadron de René Sti
- 1935: Divine de Max Ophüls
- 1935: Baccara d'Yves Mirande